# Deutsche Friedensgesellschaft
Pour les articles homonymes, voir DFG.
La Deutsche Friedensgesellschaft (DFG, littéralement : Société allemande de la paix) est la plus ancienne association pacifiste allemande. Fondée en 1892 par Bertha von Suttner et Alfred Hermann Fried, elle s'est opposée à l'impérialisme, à l'oppression des minorités nationales et à l'éducation chauvine de la jeunesse.
Interdite par les nazis, elle renaît en 1945.

## Histoire
Durant les deux premières décennies de son existence, la DFG était plutôt considérée comme une organisation bourgeoise. En effet en 1914, une partie importante de ses membres était proche du Deutschen Volkspartei ; son porte parole était jusqu'en 1914 l'industriel de Pforzheim Adolf Richter. Son successeur a été le futur prix Nobel de la paix Ludwig Quidde. Ce n'est qu'après la Première Guerre mondiale, que la DFG a renforcé son implantation dans la mouvance social-démocrate et socialiste.
Avant la Première Guerre mondiale, la DFG a mené une lutte sans compromis contre le militarisme allemand, et a revendiqué le désarmement général. En 1919, elle a introduit la revendication d'abolition de la conscription. Avec le mot d'ordre « Stahlhelm et croix gammée sont le naufrage de l'Allemagne », elle a mené un combat contre le nazisme, variante allemande du fascisme.
Après les baisses constatées au cours de la Première Guerre mondiale, le nombre des adhérents a augmenté jusqu'en 1927 pour approcher les 30 000. En 1933, l'organisation a été démantelé par le Troisième Reich mais elle s'est reconstituée après la Seconde Guerre mondiale.
En 1967 l'organisation a fusionné avec la branche allemande de l’Internationale des résistants à la guerre (IRG) (Internationale der Kriegsdienstgegner (IdK) ) sous le sigle DFG-IdK. En 1974, elle a fusionné avec la Fédération des objecteurs (Verband der Kriegsdienstverweigerer (VK)) sous le sigle DFG-VK.
En raison de leur proximité avec le parti communiste allemand, certains adhérents en République fédérale d'Allemagne ont été surveillés par l'Office fédéral de la protection de la Constitution ((de) Bundesamt für Verfassungsschutz). Au début des années 1970, certains d'entre eux ont même été écartés de l'accès à des emplois publics.
L'organisation est  membre de l'association internationale Internationale des résistants à la guerre (War Resisters International - WRI).

## Engagement d'un adhérent à la DFG-VK
« La guerre est un crime contre l'humanité. Je m'engage à ne défendre aucune forme de guerre et à contribuer à l'élimination de toutes les causes de guerre.

Je m'engage à résister à tout plan qui a pour objet de préparer la guerre et à m'opposer a toute structure sociale ou politique qui favorise la guerre. »

## Membres éminents
Quatre membres ont obtenu le prix Nobel de la paix:
- Bertha von Suttner (1905)
- Alfred Hermann Fried (1911)
- Ludwig Quidde (1927), représentant de l'association de 1914 à 1929
- Carl von Ossietzky (1935)

Otto Umfrid devait également recevoir ce prix en 1914 mais la guerre a interrompu sa désignation.
Autres membres éminents :
- Richard Grelling, cofondateur en 1892.
- Kurt Tucholsky
- Fritz Küster, coreprésentant de la DFG de 1927 à 1929, puis unique représentant jusqu'en 1933.
- Berthold Jacob
- Martin Niemöller
- Berthold von Deimling
- Paul Freiherr von Schoenaich, président de l'association de 1929 à 1933 et de 1946 à 1951.
- Georg Schümer
- Petra Kelly, cofondateur du parti Die Grünen.
- Constanze Hallgarten, membre du conseil d'administration du groupe de Munich